# Gebelim
Gebelim ist ein Ort und eine ehemalige Gemeinde (Freguesia) im portugiesischen Kreis Alfândega da Fé. In der Gemeinde lebten 189 Einwohner (Stand 30. Juni 2011).
Am 29. September 2013 wurden die Gemeinden Gebelim und Soeima zur neuen Gemeinde União das Freguesias de Gebelim e Soeima zusammengefasst. Gebelim ist Sitz dieser neu gebildeten Gemeinde.